# Machine à mâter

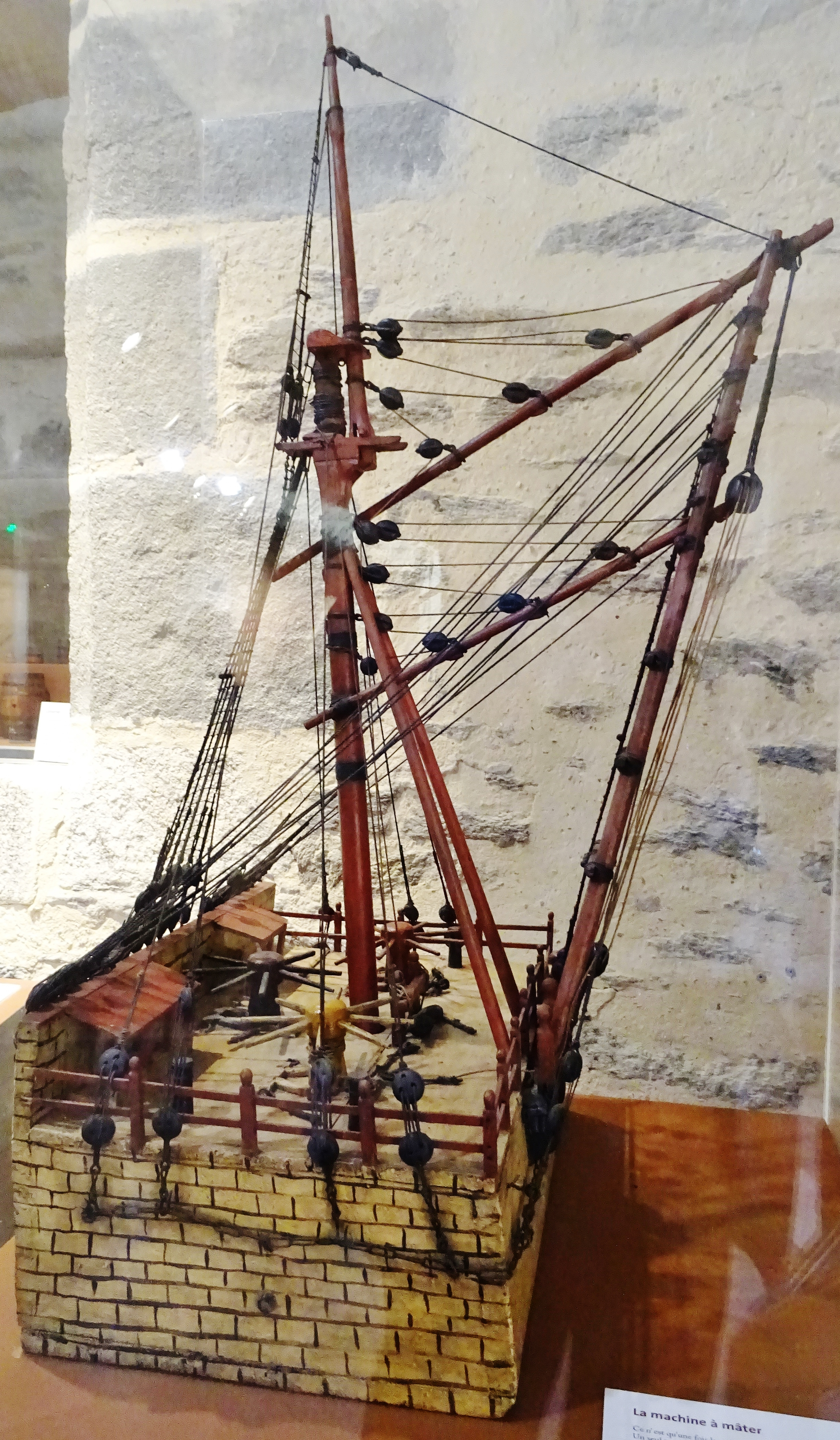
Maquette d'une machine à mâter.

Une machine à mâter est un appareil servant, par le passé, à dresser les mâts des navires.

## Description
Une machine à mâter est une sorte de chèvre formée par des bigues dressées et soutenues en arrière par des haubans afin de se créer un point d'appui élevé. De son sommet descendent des palans qui prennent le mât, amené à proximité et flottant sur l'eau, pour le dresser verticalement au moyen de cabestans ou de grandes roues actionnées par des hommes. Lorsque le mât est parvenu à une hauteur suffisante, le navire à équiper est positionné de façon adéquate afin de pouvoir recevoir le mât, dont le pied doit descendre, par l'étambrai (autrement dit le trou ménagé dans le pont à cet effet), jusqu'à la quille.
Cette machine était utilisée du temps de la marine à voile.

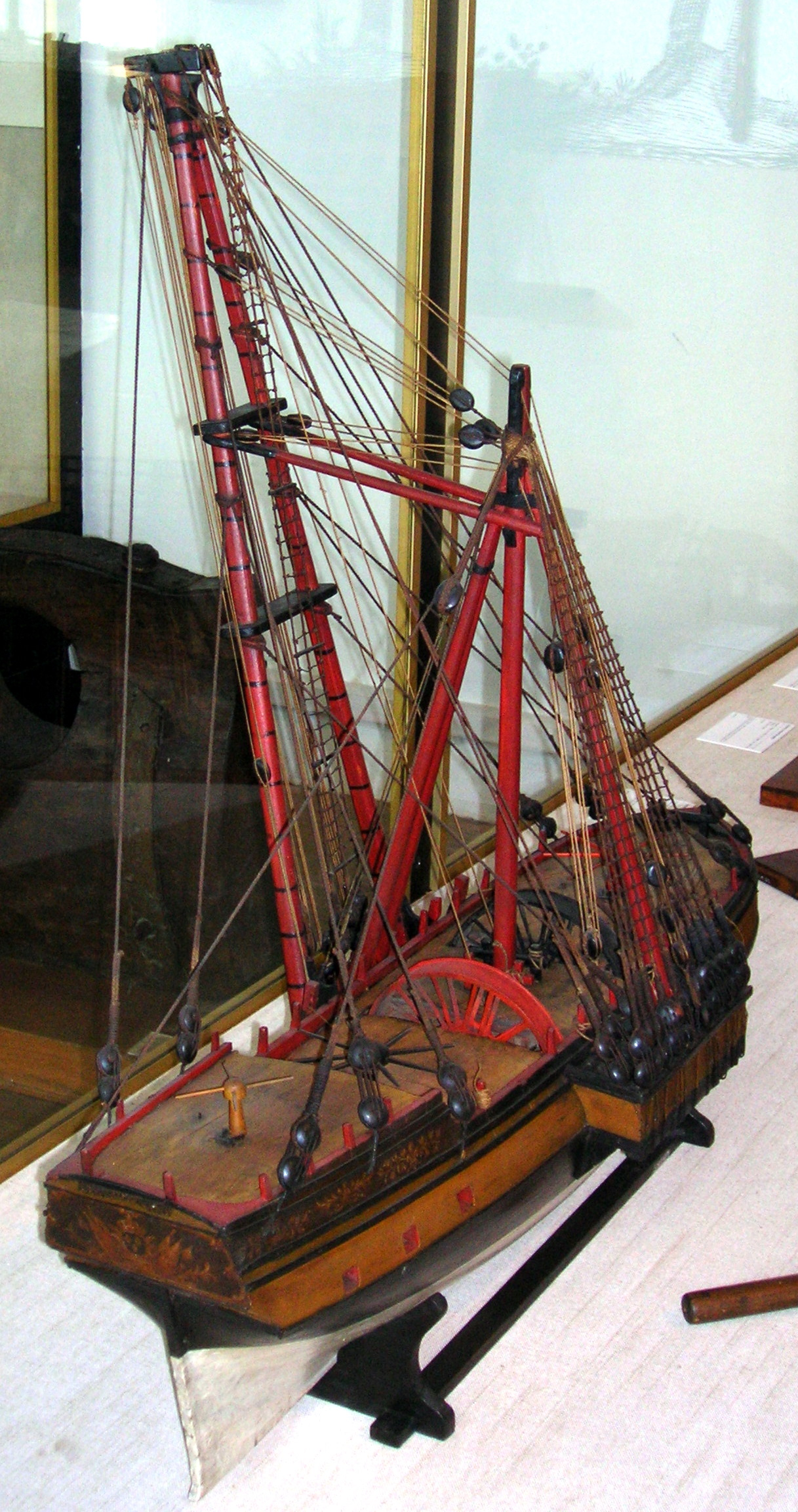
Modèle réduit de la machine à mâter flottante du port de Toulon.
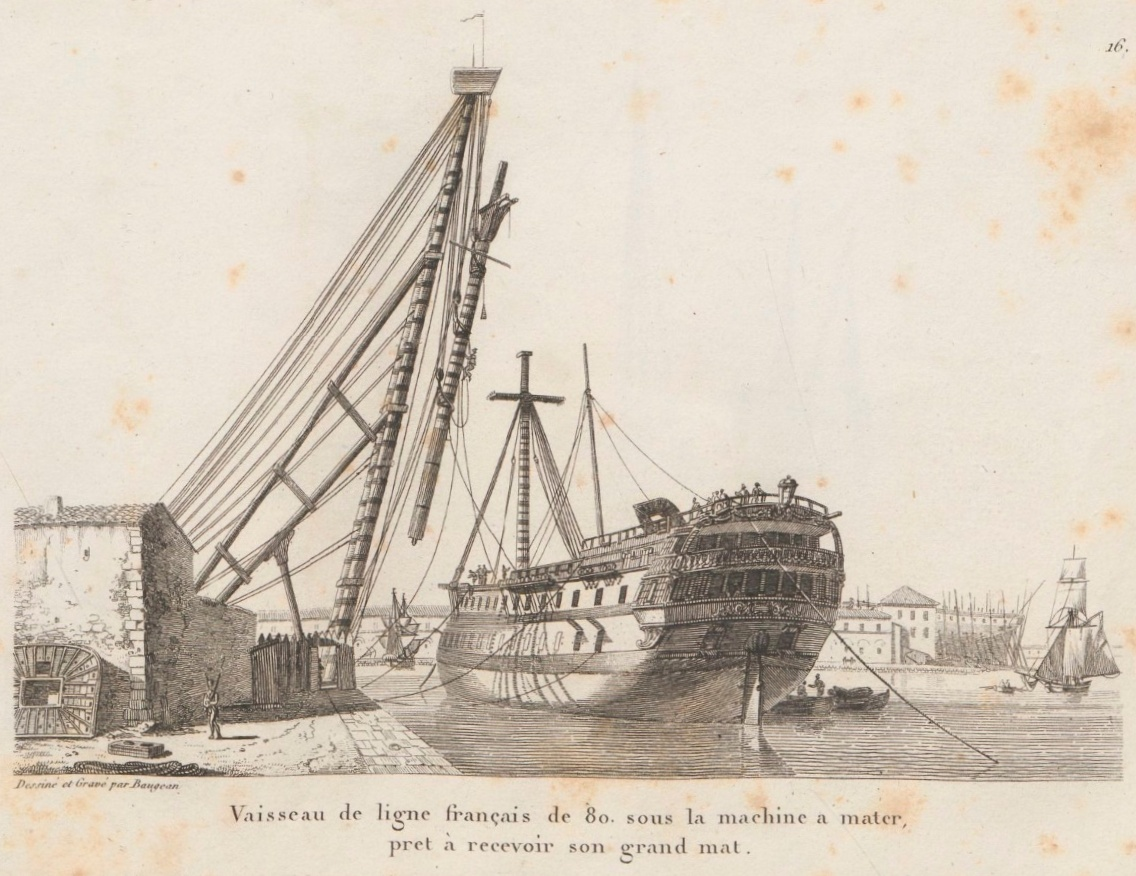
Un vaisseau de 80 canons sous la machine à mâter au début du XIXe siècle.
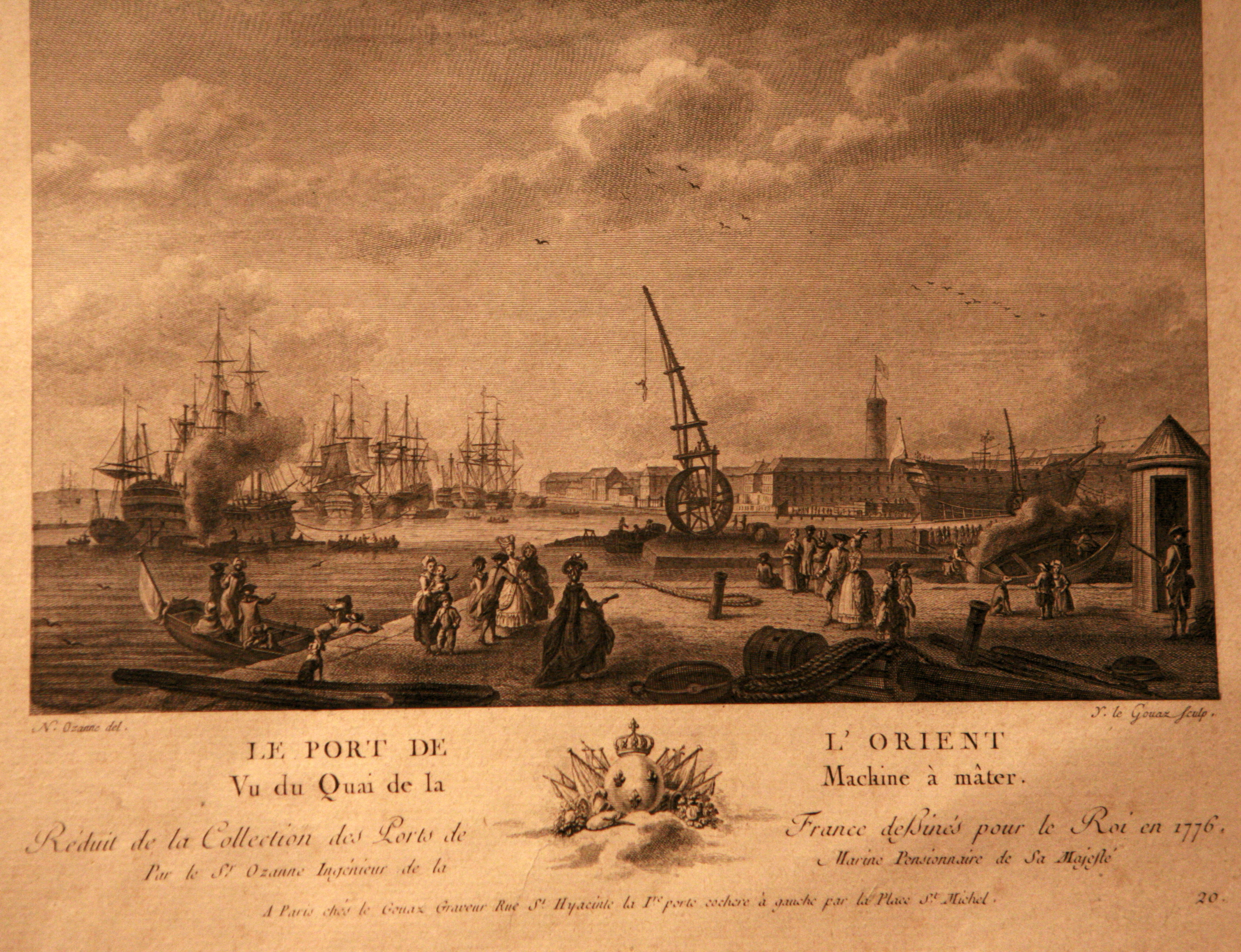
Vu du quai de la machine à mâter établi en 1710 à Lorient. Yves-Marie Le Gouaz. 1776